# Айгюн, Неджат
Неджат Айгюн (нем., тур. Necat Aygün; 26 февраля 1980, Мюнхен, ФРГ) — немецкий футболист турецкого происхождения.

## Карьера

### Клубная
Неджат Айгюн родился в Мюнхене в турецкой семье. Сначала он посещал школу юниоров клуба «Ваккер», но в 12 лет перешёл в академию клуба «Мюнхен 1860». До 2001 года он играл во второй команде «львов» и относился там к числу основных игроков. Весной 2001 он подписал с мюнхенским клубом свой первый профессиональный контракт, но так ни разу и не сыграл за основную команду, которая тогда выступала в Бундеслиге.
В сезоне 2001/02 Айгюн отправился в аренду в «Бешикташ», который тогда тренировал Кристоф Даум. К началу следующего сезона он вернулся в мюнхенский клуб, где произошла тренерская перестановка. Так как он не входил в планы нового тренера по построению команды, он должен был снова уйти в аренду, на сей раз в «Штутгартер Кикерс», но в начале 2003 года он перешёл в другой мюнхенский клуб «Унтерхахинг», чтобы укрепить оборону этой только что поднявшейся во Вторую Бундеслигу команды.
В течение двух последующих сезонов Айгюна преследовали травмы. Из-за них он появился на поле только 18 раз в сезоне 03/04 и 13 раз в сезоне 04/05. Его выпускали попеременно то в защиту, то в полузащиту. В сезоне 2005/06 он стал капитаном команды и играл важнейшую роль на поле, особенно в защите. К тому же он часто подключался к атакам и уже к 15 туру забил 5 мячей. С января 2006 Айгюн стал играть в Бундеслиге, перейдя в «Дуйсбург».
В январе 2008 он перешёл в «Ингольштадт» сначала на правах аренды на полгода, а летом подписал там полноценный контракт на 2 года. Но он проиграл в верхнебаварском городе только год и летом 2009 стал свободным агентом. С января по май 2010 Айгюн играл в Третьей лиге за «Зандхаузен».
После того как летом 2010 он несколько недель тренировался в родном клубе «Мюнхен 1860», он в августе подписал там годичный контракт. Изначально он главным образом рассматривался как игрок второй команды и сыграл за неё в трёх играх. В последней из этих трёх игр Айгюн был удалён с поля. Затем он был включён в заявку команды на игру 2 тура во Второй Бундеслиге. Однако из-за проблем со спиной он вообще не выходил на поле до зимы. 19 января 2011 во второй раз в сезоне был заявлен на игру основной команды. На этот раз он вышел на поле, это случилось через 11 лет после того, когда он впервые входил в состав «львов». Впоследствии он множество раз сидел на скамейке запасных и 2 раза выходил на замену. В игре 26 тура в Билефельде он появился на поле в стартовом составе. В игре 32 тура против «Герты» Айгюн забил свой первый гол за «1860» после того, как чуть ранее в той же игре он забил гол в собственные ворота. В последнем туре он забил свой второй гол в сезоне.
Большую часть первой половины сезона 2011/12 он пропустил сначала из-за перелома скуловой кости, а затем разрыва связок.

### В сборной
Немецкое гражданство он принял только после долгих раздумий. За молодёжную сборную Германии Айгюн сыграл 5 матчей.